# Olhopol
Olhopol (ukr. Ольгопіль, Ol’hopil, ros. Ольгополь) – wieś na Ukrainie położona na Podolu, w rejonie czeczelnickim, w obwodzie winnickim przy ujściu Roguski do Sawranki. Liczba ludności wsi wynosi około 3900 mieszkańców, powierzchnia zaś 40,1 km², co daje gęstość zaludnienia równą 97,18 os./km². Miejscowość posiadała status miasta w latach 1812–1923.

## Historia
Do roku 1795 wieś nosiła nazwę Roguska Czeczelnicka i należała do rodu Lubomirskich. Położona była na granicy Rzeczypospolitej Obojga Narodów i Małej Ordy Nogajskiej.
Po przejęciu wsi przez władze Imperium Rosyjskiego, została ona wcielona do powiatu olhopolskiego z siedzibą w Czeczelniku. Katarzyna II Wielka, ówczesna cesarzowa Rosji, nadała wtedy miejscowości nazwę Olhopol na cześć imienia jej wnuczki, Olgi Pawłownej. W 1797 dzięki staraniom feldmarszałka Gudowicza władze powiatowe zostały przeniesione do Olhopola.
W 1812 zmieniono status miejscowości na miasto i status ten utrzymał Olhopol do roku 1923.

## Urodzeni w Olhopolu
- Wanda Wachnowska-Skorupska – polska adwokat i harcmistrzyni, żołnierz ZWZ i łączniczka 27 Wołyńskiej Dywizji Piechoty AK